# Pont Val de Loire
Le pont Val de Loire est un pont qui traverse la Loire et relie les communes de Mardié et Jargeau situées dans le département du Loiret en région Centre-Val de Loire.
Ce pont constitue le second pont en service à Jargeau, avec celui construit en 1988 et est situé  dans le périmètre de la région naturelle du Val de Loire inscrit au patrimoine mondial de l'UNESCO.
Il a été inauguré le 10 mai 2025 et mis en service le 12 mai 2025.

## Géographie
Le pont situé sur la route départementale RD21 relie la commune de Mardié depuis le lieu-dit de Latingy à la commune de Jargeau au lieu-dit Pontvilliers, au nord-ouest du bourg de Darvoy.
L'ouvrage franchit la Loire dans la région naturelle du Val de Loire, à 3 km à l'ouest du bourg de Jargeau.

## Histoire
Le projet est évoqué dès avril 1994 dans le cadre de la réalisation d'une route de déviation de la route départementale 921,.
Nacer Meddah, préfet de la région Centre et du Loiret, signe une arrêté permettant au projet de déviation d’entrer dans le cadre d’une déclaration d’utilité publique.
Un rapport du Bureau de recherches géologiques et minières (BRGM) évoquant des risques de mouvements de terrain liés à la réalisation du pont est remis au conseil départemental du Loiret en septembre 2017.
En avril 2019, David Cormand, secrétaire national d'Europe Écologie Les Verts évoque une possible « occupation des lieux sans violence » afin de faire cesser les travaux.
À l'été 2019, la réalisation du projet reste controversée.
Du 11 au 18 août 2019, un lieu éphémère baptisé "Le village de la Loire" près de Mardié accueille des militants écologistes, des habitants et des opposants au projet de la déviation de Jargeau.

## Description
Le projet comprend un ouvrage hydraulique dans le lit endigué par la levée de la Loire de 3 travées d’une longueur de 75 m et un viaduc de franchissement du lit mineur de la Loire comprenant 6 travées irrégulières d’espacement de 75 m, 95 m, 115 m, 115 m, 95 m, 75 m (de la rive gauche à la rive droite) et d’une longueur de 570 mètres.
Le chantier est réalisé par les entreprises de travaux publics Baudin Chateauneuf (mandataire), Charier et Spie Batignolles Fondations.